# G.E. True
G.E. True  è una serie televisiva statunitense in 33 episodi trasmessi per la prima volta nel corso di una sola stagione dal 1962 al 1963. La serie è conosciuta anche come GE True o General Electric True.

## Trama
È una serie televisiva di tipo antologico in cui ogni episodio rappresenta una storia a sé. Gli episodi sono storie di genere vario, dall'avventura al drammatico e vengono presentati da Jack Webb. Nel primo episodio, Circle of death, andato in onda il 30 settembre 1962, un medico in servizio su una nave militare nel corso della battaglia di Okinawa (interpretato da William Conrad che dirigerà numerosi episodi della serie) rischia la vita per rimuovere una scheggia di granata dallo stomaco di un soldato.

## Produzione
La serie fu prodotta da Warner Bros. Television e Columbia Broadcasting System e girata a negli studios della Warner Brothers a Burbank in California. Tra gli sceneggiatori Harold Jack Bloom (20 episodi, 1962-1963). Jack Webb è anche produttore esecutivo.
Sponsorizzata dalla General Electric, la serie presentava storie precedentemente pubblicate sulla rivista True (1937-1976). Repliche della serie furono ritrasmesse negli anni seguenti con il titolo True. Tra le guest-star: Lloyd Bochner, James Doohan, Ron Foster, David Frankham, James Griffith, Werner Klemperer, Albert Paulsen, Russell Johnson.

### Registi
Tra i registi della serie sono accreditati:
- William Conrad (22 episodi, 1962-1963)
- Robert M. Leeds (5 episodi, 1962-1963)
- Jack Webb (4 episodi, 1962-1963)

## Distribuzione
La serie fu trasmessa negli Stati Uniti dal 1962 al 1963 sulla rete televisiva CBS.

## Episodi
| Stagione       | Episodi | Prima TV originale |
| -------------- | ------- | ------------------ |
| Prima stagione | 33      | 1962-1963          |